# Expedice 26
Expedice 26 byla šestadvacátou výpravou na Mezinárodní vesmírné stanici (ISS). Expedice byla zahájena odletem kosmické lodě Sojuz TMA-19 od stanice 26. listopadu 2010 a ukončena odletem Sojuzu TMA-01M 16. března 2011. Velitelem Expedice 26 byl americký astronaut Scott Kelly.
Sojuz Sojuz TMA-01M a Sojuz TMA-20 sloužily expedici jako záchranné lodě.

## Posádka
| Pozice            | 1. část (listopad – prosinec 2010)            | 2. část (od prosince 2010 do března 2011)     |
| ----------------- | --------------------------------------------- | --------------------------------------------- |
| Velitel           | Scott Kelly, (3) NASA                         | Scott Kelly, (3) NASA                         |
| Palubní inženýr 1 | Alexandr Kaleri, (5) Roskosmos (RKK Eněrgija) | Alexandr Kaleri, (5) Roskosmos (RKK Eněrgija) |
| Palubní inženýr 2 | Oleg Skripočka, (1) Roskosmos (RKK Eněrgija)  | Oleg Skripočka, (1) Roskosmos (RKK Eněrgija)  |
| Palubní inženýr 3 |                                               | Dmitrij Kondraťjev, (1) Roskosmos (CPK)       |
| Palubní inženýr 4 |                                               | Paolo Nespoli, (2) ESA                        |
| Palubní inženýr 5 |                                               | Catherine Colemanová, (3) NASA                |

V závorkách je uveden dosavadní počet letů do vesmíru včetně této mise.

## Záložní posádka
Složení záložní posádky:
- Ronald Garan – velitel, NASA
- Sergej Volkov, Rososmos (CPK)
- Sergej Revin, Roskosmos (RKK Eněrgija)
- Anatolij Ivanišin, Rososmos (CPK)
- Satoši Furukawa, JAXA
- Michael Fossum, NASA